# Jacques Tasso
Pour les articles homonymes, voir Tasso (homonymie).
Jacques Tasso, né à Saint-Étienne le 31 mars 1944 et mort à Saint-Rambert-sur-Loire le 1er mars 2024, est un pilote amateur de rallye automobile.

## Biographie
Il commence la compétition dans les années 1970 au volant d'une Renault 8 Gordini avant de passer entre autres à la Simca 1000 Rallye et à l'Opel Kadett GT/E.
Sa carrière est essentiellement marquée par la marque Ford avec laquelle il s'illustre en groupe N. 
Vice-Champion de France 2e division en 1988 et 1989, il remporte « enfin » le titre en 1990. Il gagne alors à deux reprises le rallye des Monts Dôme, en 1989 et 1990 avec Michèle Ranchoux sur Ford Sierra Cosworth. Ils remportent aussi le rallye Ain-Jura en 1991 et 1992.
Après une saison 1992 en pointillés faute de budget, il revient en 93 avec une Ford Escort RS Cosworth Gr N, et remporte de nouveau le titre en seconde division (ainsi que le rallye du Forez, 13 ans après sa première victoire (et dont il est encore une fois le vainqueur en 1996)).
Il court par la suite de manière plus ponctuelle, et raccroche définitivement son casque au milieu des années 1990.
Jacques Tasso meurt le 1er mars 2024 à l'âge de 79 ans,.